# فاديم بارامونوف
فاديم بارامونوف (بالأوكرانية: Парамонов Вадим Миколайович)‏ هو لاعب كرة قدم أوكراني في مركز الدفاع، ولد في 18 مارس 1991 في جمهورية أوكرانيا الاشتراكية السوفيتية في الاتحاد السوفيتي. لعب مع FC Dnipro-75 Dnipropetrovsk ‏.

## وصلات خارجية
- فاديم بارامونوف على موقع اتحاد أوكرانيا (الإنجليزية)
- فاديم بارامونوف على موقع قاعدة بيانات كرة القدم.إي يو (الإنجليزية)
- فاديم بارامونوف على موقع Soccerway.com (الإنجليزية)